# Pedro Padilla
Pedro Padilla (Punta Cayas, 25 de abril de 1931 - 17 de agosto de 1957) fue un escritor salvadoreño de cuentos cortos. Sus cuentos se dieron a conocer en forma póstuma en 1962. Su esposa Eleonor los donó al Departamento de Cultura de El Salvador (DCS).

## Biografía

### Infancia
Sus padres fueron Odriolfo Padilla, carpintero, y de Eleonor de la Mar, maestra. Desde pequeño su madre lo llevaba a las clases que ella daba y notó que Pedro demostraba mucho interés en la escuela. En 1936, Pedro comenzó a leer y su madre lo inscribió en la escuela. A los 12 años escribió su primer cuento corto titulado “La puerta del carpintero”. En 1945, su padre murió de pulmonía. Pedro fue muy afectado por la muerte de su padre lo cual demostró mucho en su escritura. Durante los próximos dos años desarrolló un estilo pesimista de escribir. Dedicaba la mayoría de su tiempo a escribir y produjo tales como “El gallo sin cresta”, “Vivir sin razón”, y “La bailarina que perdió su pierna”. En 1948, Pedro se casó con Clara Zapata, una de sus pocos amigos. 

### Vida en Colombia
En 1949, emigró a Campo Azul, Colombia, donde tuvo su primer hijo llamado Odriolfo, en nombre de su padre. Allí escribió múltiples cuentos como “La terecina” y “El cartero sin cartas”. En 1951, comenzó a trabajar en las siembras de café. Fue aquí donde conoció a su futura amante, Isabel Molina. Isabel lo ayudó a superar la muerte de su padre y fue la inspiración de varios cuentos entre ellos “Amor en el cafetal”.

### Últimos años
En 1955, tuvo un accidente donde un pedazo de maquinaria le perforo un pulmón y le impidió volver a trabajar. Obligado a estar en cama debido a su pulmón débil, Pedro siguió escribiendo en su hogar. En 1956, escribió lo que es considerado su mejor cuento, “El cepillo de Sion”. Ese mismo año comenzó a escribir su primera novela pero quedó a mitad debido a que el 17 de agosto de 1957  sufrió de un ataque de asma que su pulmón no pudo soportar y falleció.

## Obras
- La puerta del carpintero (1943)
- El tren de Ramón(1943)
- El gallo sin cresta (1946)
- Vivir sin razón (1946)
- Perro Perdido (1946)
- La bailarina que perdió su pierna (1947)
- La terecina (1949)
- El cartero sin cartas (1950)
- Amor en el cafetal (1951)
- El cepillo de Sion (1956)

- Datos: Q6069727